# Pape Abdou Camara
Pape Abdou Camara (Pout, 22 september 1991) is een Senegalese voetballer, die het laatst onder contract stond bij RFC Seraing. Hij werd in de zomer van 2010 voor één seizoen verhuurd aan STVV, maar werd in december 2010 al teruggeroepen door Standard.

## Statistieken
| seizoen | club              | land      | competitie             | wed. | goals |
| ------- | ----------------- | --------- | ---------------------- | ---- | ----- |
| 2009/10 | Standard Luik     | België    | Play off II            | 1    | 0     |
| 2010/11 | → Sint-Truiden VV | België    | Jupiler Pro League     | 11   | 2     |
| 2010/11 | Standard Luik     | België    | Jupiler Pro League     | 11   | 0     |
| 2011/12 | Standard Luik     | België    | Jupiler Pro League     | 5    | 0     |
| 2011/12 | Valenciennes FC   | Frankrijk | Ligue 1                | 11   | 0     |
| 2012/13 | Valenciennes FC   | Frankrijk | Ligue 1                | 6    | 0     |
| 2013/14 | Valenciennes FC   | Frankrijk | Ligue 1                | 0    | 0     |
| 2014/15 | Valenciennes FC   | Frankrijk | Ligue 1                | 8    | 1     |
| 2015/16 | RFC Seraing       | België    | Proximus League        | 13   | 2     |
| 2016/17 | RFC Seraing       | België    | Eerste klasse amateurs | 18   | 3     |
| Totaal  | Totaal            | Totaal    | Totaal                 | 84   | 8     |

Bijgewerkt: 12/01/12